# Olsztyn (Powiat Częstochowski)
Olsztyn (deutsch Holstin, Hohlstein) ist eine Stadt im Powiat Częstochowski der Woiwodschaft Schlesien in Polen. Es ist Sitz der gleichnamigen Stadt-und-Land-Gemeinde mit 7835 Einwohnern (Stand 31. Dezember 2020).

## Geografie
Olsztyn liegt zehn Kilometer südöstlich der Kreisstadt Częstochowa und 200 km südwestlich von Warschau im Krakau-Tschenstochauer Jura, in der historischen Region Kleinpolen.

## Geschichte
Die im späten 13. Jahrhundert im Herzogtum Krakau erbaute Burg wurde im Jahr 1306 als castrum Premilovicz (nach dem Dorf Przymiłowice) erwähnt. Der Name der Burg Olsztyn tauchte im Jahr 1349 als Olsten auf, aus dem mittelhochdeutschen *Holstin (< Holstein < *Hohlenstein, mit den typischen Änderungen ei > ē > ī). Ab dem Jahr 1370 gehörte die Burg Holstain zum Herzog Wladislaus II. von Oppeln, ab 1396 zum Königreich Polen. Die Erwähnung von Olchsztyn im Jahr 1433 weist auf eine völlige sprachliche Polonisierung hin.

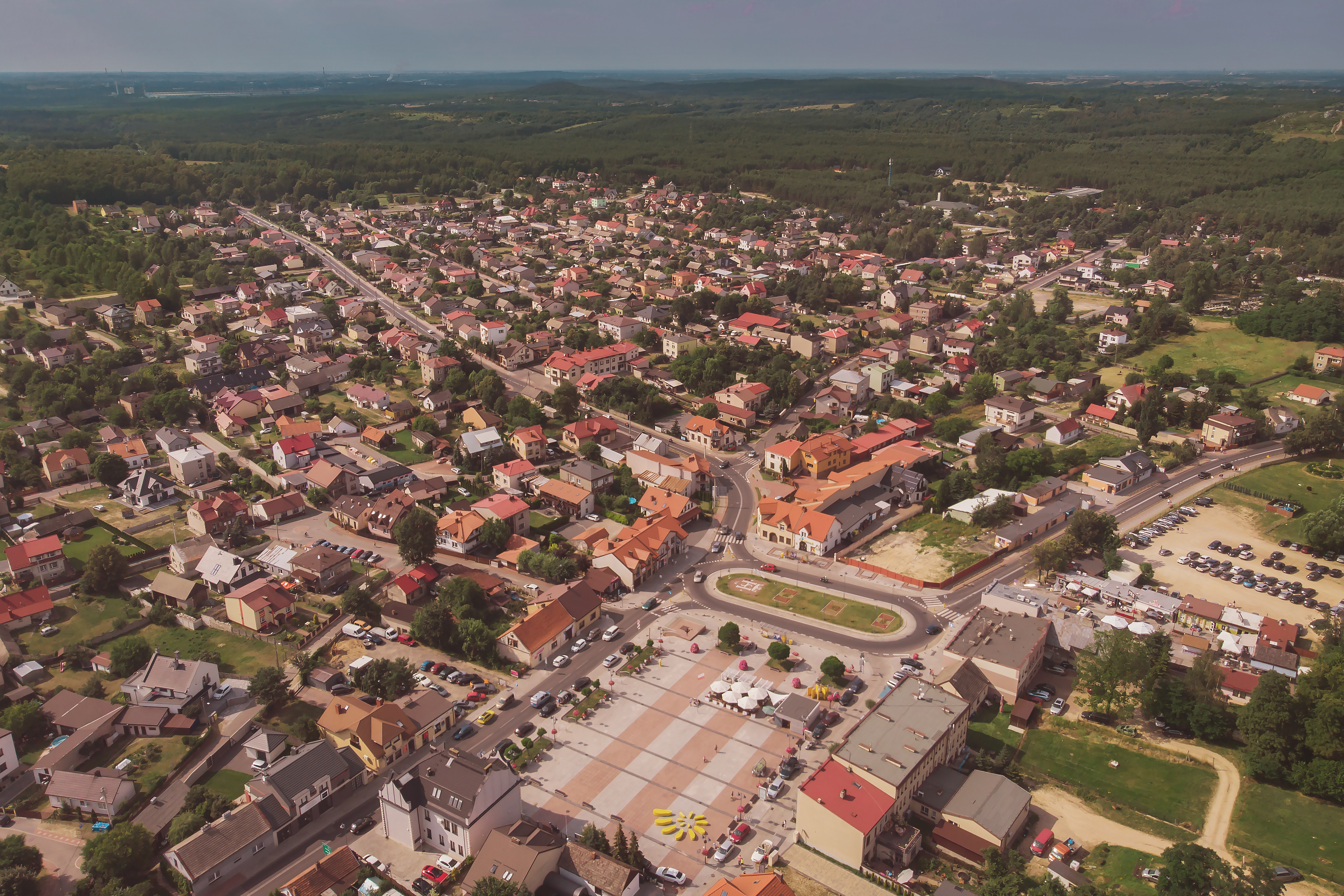
Überblick

Die kleine Siedlung Olsztynek (oppidum Olsthinek sub castro Olstin) erhielt das Stadtrecht im Jahr 1488 vom polnischen König Kazimierz Jagiellończyk. Die Stadt Olsztyn gehörte administrativ zum Kreis Lelów in der Woiwodschaft Krakau in der Adelsrepublik Polen-Litauen. Die Pfarrei umfasste um das Jahr 1600 außer der Stadt die Ortschaften Borowy, Bukowno, Kusięta, Przemiłowice und Turów. Im Zuge der Dritten polnischen Teilung kam sie 1795 an Preußen als Teil von Neuschlesien. 1807 kam sie ins Herzogtum Warschau und 1815 ins neu entstandene, russisch beherrschte Kongresspolen.
Olsztyn verlor das Stadtrecht 1870 unter russischer Verwaltung. Zum 1. Januar 2022 wurde es erneut verliehen.
In den Jahren von 1975 bis 1998 gehörte der Ort zur Woiwodschaft Częstochowa.

## Gemeinde
Zur Stadt-und-Land-Gemeinde (gmina miejsko-wiejska) Olsztyn gehören das Dorf selbst und zehn weitere Dörfer mit Schulzenämtern (sołectwa).

## Sehenswürdigkeiten

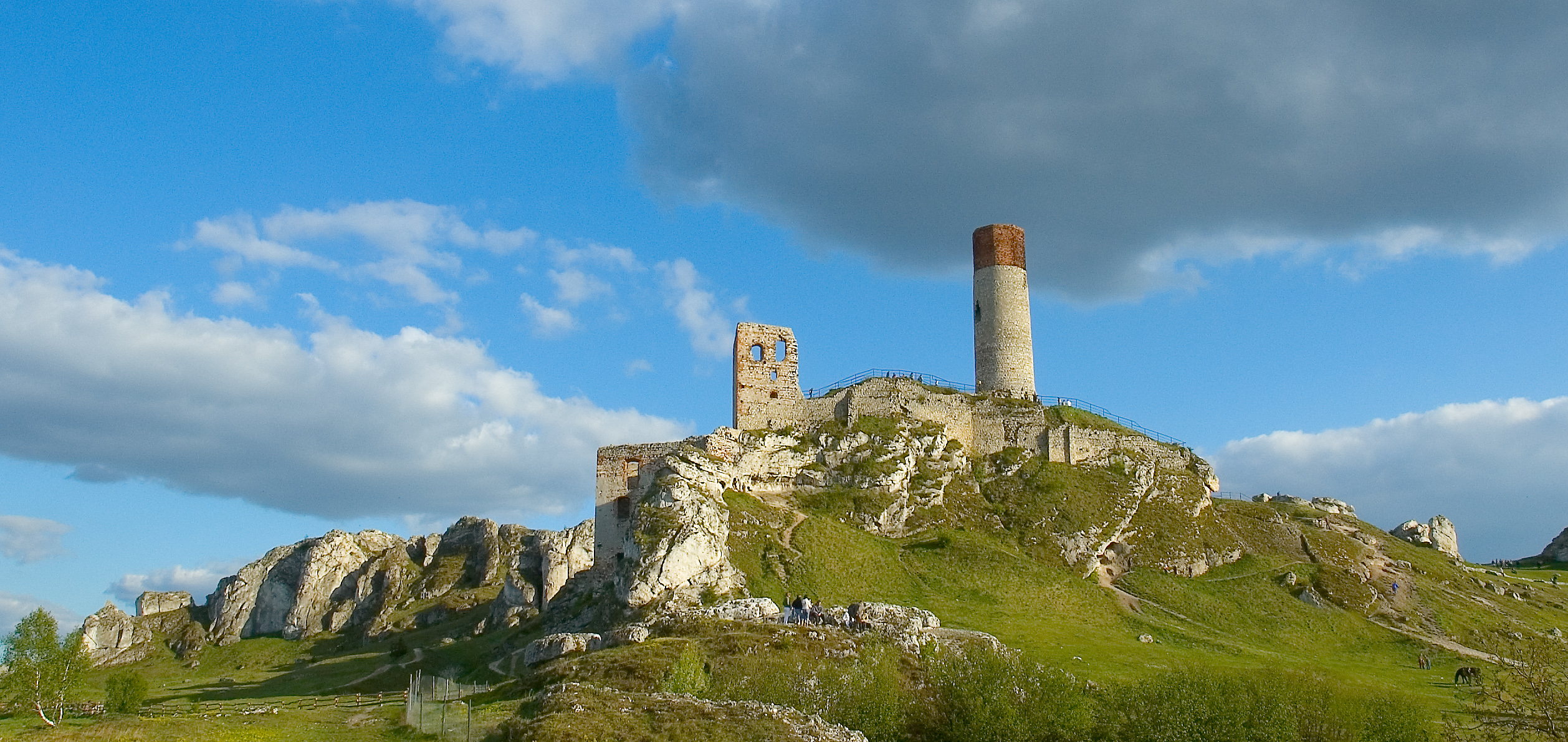
Burgruine Olsztyn

Olsztyn ist bekannt für seine Burgruine auf einem Kalksteinfelsen aus dem 14. Jahrhundert. Die Burg wurde 1306 erstmals erwähnt und im Verlauf des Zweiten Nordischen Krieges 1656 von schwedischen Truppen zerstört. Heute ist sie ein beliebtes touristisches Ziel und eine Station des Adlerhorst-Kulturwegs (Szlak Orlich Gniazd).